# Hoshina Masanao
Hoshina Masanao (保科正直; 1542 - 21 oktober 1601) was een daimyo uit de Japanse Sengoku-periode. Hij volgde zijn vader, Hoshina Masatoshi, op als een belangrijke vazal van de Takeda-clan, en kreeg het bevel over 250 man cavalerie. Masanao werd uit kasteel Takato verdreven na een beleg in 1582, maar was snel in staat terug te keren met hulp van de Hojo-clan. Na een kort conflict met de troepen van Tokugawa Ieyasu werd Masanao een vazal van de Tokugawa, en mocht hij Takato in bezit houden. Hij nam deel aan het Beleg van Odawara onder het bevel van Ieyasu en verhuisde naar de Kanto samen met Ieyasu. In de Kanto, kreeg Masanao het domein Tako.
Masanao werd opgevolgd door zijn zoon Masamitsu.